# 아기스 3세
아기스 3세(고대 그리스어: Ἄγις, Agis III, ? - 기원전 331년, 재위 : 기원전 338년 – 기원전 331년)는 스파르타 에우리폰 왕조의 왕이다.

## 생애
아기스 3세는 선왕 아르키다모스 3세의 아들이며, 후대의 왕 에우다미다스 1세의 동생이다. 그는 카이로네이아 전투가 있던 날에 왕위에 올랐다.
기원전 333년 그는 에게해에서 페르시아 제국 아케메네스 왕조 지휘관 파르나바조스, 아우토프라다테스와 회담을 갖고 마케도니아 왕국의 지배에 대항하여 스파르타의 반란을 일으키면 원조를 받기로 했다. 같은 해 〈이수스 전투〉 이후 아기스는 계획을 실행에 옮겼다. 우선 동생 아게실라오스를 크레타로 보내 기원전 331년에 스파르타를 비롯한 대 마케도니아 동맹에 참여했다 그리스 여러 도시 국가들은 마케도니아에 대한 트라키아의 반란을 틈타 대 마케도니아 전쟁을 선언했다.(그리스-마케도니아 전쟁). 그러나 그리스 도시 국가들이 굳건하게 뭉친 것은 아니어서, 아테나이 등이 불참했다.
아기스는 스파르타 군과 이수스 전투에서 페르시아와 싸운 그리스인 용병 8000명, 그리고 동맹군을 더해 보병 20,000명, 기병 2,000기를 밑돌지 않는 병력을 모아 아기스 스스로 최고 사령관이 되었다. 그는 코라고스 휘하의 마케도니아 군을 펠로폰네소스에서 물리치고 결정적인 승리를 거두었다.
다른 동맹군(엘리스, 아카이아, 아르카디아)의 합류로 아기스는 메갈로폴리스를 포위했다. 반면 비운의 알렉산더 3세로부터 그리스를 맡았던 마케도니아 장군 안티파트로스는 트라키아에서 반란을 정리하고, 즉시 40,000명 이상의 대군을 이끌고 메갈로폴리스를 구원하러 왔다. 그리고 양군은 〈가우가멜라 전투〉가 벌어진 것과 같은 시기에 회전을 치렀다. (메갈로폴리스 전투) 격전이 계속되었지만, 마케도니아 군의 병력수에 밀린 아기스 군이 패배를 당했다. 아기스는 부상을 당했으면서도 계속 싸우다가 전사했다. 이 패배가 결정적이 되어 스파르타가 마케도니아를 상대로 일으킨 반란은 스파르타의 패배라는 결과로 끝났다.
아기스는 자식을 남기지 않았기 때문에, 동생 에우다미다스가 다음 왕위를 계승했다.